# Haren (Ems)
Haren (Ems) è una città di 23.029 abitanti della Bassa Sassonia, in Germania.

Appartiene al circondario (Landkreis) dell'Emsland (targa EL).